# Brun lövsalsfågel
Brun lövsalsfågel (Amblyornis inornata) är en fågel i familjen lövsalsfåglar inom ordningen tättingar.

## Utbredning och systematik
Fågeln förekommer på nordvästra Nya Guinea (Arfak-, Tamrau- och Wandammenbergen). Den behandlas som monotypisk, det vill säga att den inte delas in i några underarter.

## Status
Trots det begränsade utbredningsområdet och att den tros minska i antal anses beståndet vara livskraftigt av internationella naturvårdsunionen IUCN.